# آرون مارتین (بازیکن فوتبال، زاده ۱۹۹۱)
آرون مارتین (انگلیسی: Aaron Martin؛ زادهٔ ۵ ژوئیهٔ ۱۹۹۱) بازیکن فوتبال اهل بریتانیا است.